# Ulica Adama Próchnika w Łodzi
Ulica Adama Próchnika – ulica w centrum Łodzi, przebiegająca przez dawne dzielnice Śródmieście oraz Polesie, w tym głównie przez obszar tzw. Starego Polesia.

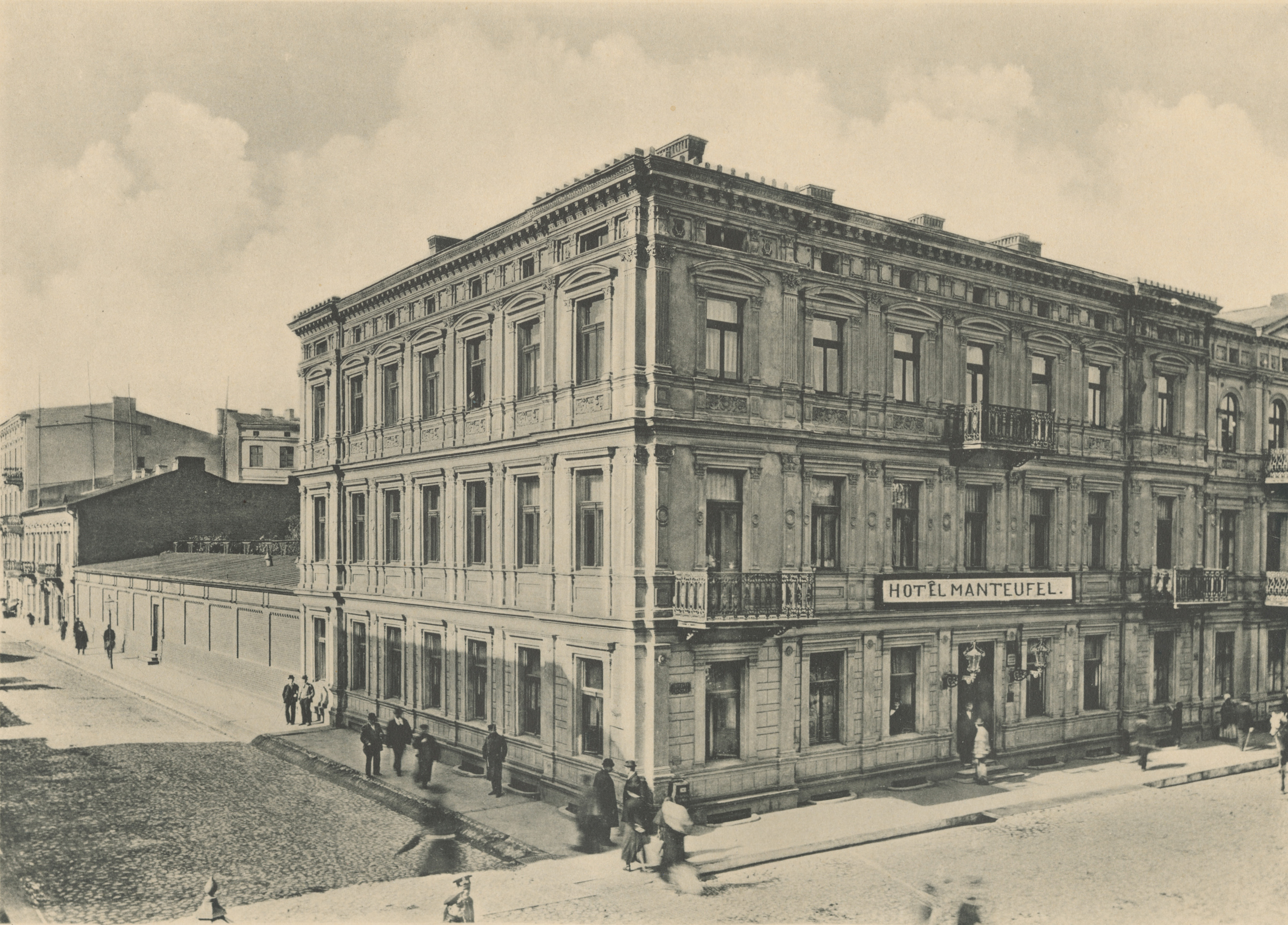
Budynek hotelu i restauracji Manteufel znajdujący się przy ulicy Zachodniej róg Próchnika (fot. Bronisław Wilkoszewski, 1896)

Ulica rozpoczyna swój bieg od skrzyżowania z ul. Piotrkowską, krzyżując się z ul. Zachodnią, ul. Wólczańską, ul. Gdańską i ul. Stefana Żeromskiego, a kończąc się na wysokości ul. Lipowej. Nazwę nadano na cześć dr. Adama Próchnika. Ulica jest w pełni zabudowana starymi kamienicami z końca XIX w. Na ulicy tej mieszkał m.in. Emil Fieldorf „Nil” (tablica pamiątkowa).